# Пеан (бог)
Пеа́н (грец. Παιάνας), також Пео́н — стародавнє грецьке божество, захисник від лиха.
В епосі — лікар олімпійських богів; у трагіків Пеан зливається з Аполлоном, Асклепіем, Діонісом та іншими.